# Růžena Jesenská
Růžena Jesenská (17. června 1863 Smíchov – 14. července 1940 Praha) byla česká učitelka, redaktorka, spisovatelka, dramatička, překladatelka a básnířka.

## Život

### Rodina a studia
Narodila se v měšťanské rodině jako nejstarší z šesti dětí majitele realit a nedostudovaného právníka Jana Bedřicha Jesenského (1837–1895) a jeho manželky Anny, rozené Tiché (1839–1920). Rodina odvozovala svůj původ od slavného lékaře a rektora pražské univerzity Jana Jessenia. Růžena měla dvě sestry: Marii Foersterovou (1867–1952) a Annu (1879) a tři bratry: Jana, který vystudoval Lékařskou fakultu UK, stal se stomatologem a z manželství s Milenou Hejzlarovou měl dceru Milenu Jesenskou, Antonína (1872–1892) a Františka (1875–1947).
Rodina bydlela nejprve na Smíchově ve Vltavské ulici čp. 277, když otec dostal práci v cementárně, přestěhovala se za ním do Radotína, a později se vrátili do staré Prahy. Po absolvování obecné a měšťanské školy na Malé Straně Růžena vystudovala čtyřletý Státní ústav učitelek v Praze na Starém Městě.

### Učitelství
Studium zakončila roku 1882 povinnou dvouletou praxí, na kterou nastoupila v Mladé Boleslavi a roku 1884 završila maturitou. Podle platných předpisů se učitelky nesměly provdat a mít vlastní děti, aby nezanedbávaly žactvo. V roce 1889 Jesenská přestoupila na malostranskou měšťanskou školu u sv. Tomáše v Praze a tam učila až do předčasného důchodu v roce 1907. Bydlela rovněž na Malé Straně, naposledy ve Všehrdově ulici čp. 445/III. Hojně cestovala, v roce 1893 navštívila pobaltské země, v letech 1901–1938 vícekrát Francii, ale také Itálii a Švýcarsko, roku 1911 byla v Rusku. Od roku 1920 byla bez vyznání. Byla pohřbena na Vinohradském hřbitově v Praze.

### Literární tvorba
Růžena používala pseudonymy Eva z Hluboké, Milena Důrasová nebo Martin Věžník a časopiseckou šifru -ská. Literární tvorbu začala od poloviny 80. let lyrickou poezií v časopisech pro děti a mládež, pod patronací Jana Nerudy (který jí vydal první sbírky v Poetických besedách) a Josefa Václava Sládka (který ji přizval do družstva Máj). Pod vlivem symbolismu a dekadence rozšířila svou tematiku o tragické zejména ženské osudy a v obraznosti používala například pojem barevného slyšení (zvony fialově a kovově zvučely). Později se stala autorkou řady dívčích, mnohdy výchovných románků. První novely publikovala v časopisu Světozor pod pseudonymem Martin Věžník. Napsala i několik divadelních her. Později psala novoromantické příběhy pod vlivem Julia Zeyera. S nevalnými úspěchy dobývala muže, z umělců k nim patřil například František Xaver Šalda. Utajovaný milostný vztah prožila s Alfonsem Muchou. Ráda popisovala milostná vzplanutí žen. Jiří Karásek ze Lvovic její styl označil za vášnivý erotismus. Kvůli obhajobě možnosti předmanželského pohlavního styku byla Jesenská tehdejší společností kritizována, její názor byl označen za skandální.

## Dílo

### Poezie
- Pozdrav Praze slovanské (V. P. Nešněra 1882)
- Úsměvy (Eduard Valečka 1889)
- Pohádky veršem (J. R. Vilímek 1890)
- Básničky (F. A. Urbánek 1900)
- Okamžiky (F. Šimáček 1891)[6]
- Konec idylly (1892)[7]
- S vlaštovkami (J. Otto 1892)[8]
- Tři listy (F. Šimáček 1892)
- Slitování a láska (F. Šimáček 1895)[9]
- Písně k tvé duši (F. Šimáček 1899)[10]
- Ballady a písně (J. Otto 1904)
- Rudé západy (R. Jesenská 1904)
- V pozdní chvíli (R. Jesenská 1909)
- K stínům (R. Jesenská 1912)
- Hudba plachet (K. Neumannová 1917)[11]
- Poslání (Ludvík Bradáč 1919)
- Odchod lásky (L. Bradáč 1922)
- Mládí: kniha veršů z let 1889–1899 (Pražská akciová tiskárna [PAT] 1926)[12]
- Srdce (Bedřich Kočí 1927)
- Básně života a smrti (B. M. Klika 1932), výbor
- Usmrcení liliemi (Dybbuk 2021) výbor

### Povídky a novely
- Bolestné jaro[13]
- Daleké obzory[13]
- Dvě povídky: povídky pro mládež. (A. Storch 1890)
- Novely: Provisorní život; Na ohořelých větvích; Tak pozděǃ; Odvanuto. (J. Otto 1900)[14]
- Nina a jiná prosa (Máj 1901/1902)[15]
- Touha a láska (J. Otto 1902)[16]
- Mimo svět (Edvard Leschinger 1909), soubor povídek, mj. o problémech lesbické lásky
- O mnichu Synesiovi – in: 1000 nejkrásnějších novel... č. 6 (J. R. Vilímek 1911)
- Z nepřístupných zahrad (Josef Springer 1912)
- V závojích touhy (Ludvík Bradáč 1918)[17]
- Z kouzla světelných nocí (F. Topič 1919), legendy a pohádky
- Pohledy do duší (J. Otto 1920)
- Odhalená srdce (Jan Beránek 1923)
- Čaj u Hostanů (Karel Vačlena 1925)
- Mimo svět (PAT 1926)[18]
- Dětství (PAT 1929), autobiografie[19]
- Astaroth (Carcosa 2024), výběr

### Romány
- Jarmila (František Kytka 1894), výchovný dívčí román
- Jarní píseň (Máj 1902), pro dospívající dívky[20]
- Román dítěte (Edvard Leschinger 1905)[21]
- Legenda ze smutné země (Jan Otto 1907)[22]
- Nocturno moře (J. Otto 1910)
- Tanečnice (J. Otto 1912)
- Ivana Javanová (J. Otto 1917) [23]
- Tajemství srdcí (F. Topič 1918)[24]
- Jarmila (Jan Kotík 1920), dospívajícím dívkám
- Cizinka (Karel Beníško 1920)
- Hrdinství (Český čtenář 1923)[25]
- Román dítěte (PAT 1925)[26]
- Ivana Javanová (PAT 1930)
- Legenda za smutné země (PAT 1931)[27]
- Láska (PAT 1933)

### Dramatická tvorba
- V žití proudech: hra o třech jednáních (František Šimáček 1893)
- Estera: dramatická báseň z konce 16. století (J. Otto 1909)
- Paní z Rosenwaldu: společenská komedie o třech jednáních (F. Šimáček 1913)
- Cirkus: veselohra o třech dějstvích (F. Šimáček 1915)
- Attila: dramatická báseň (J. Otto 1919)[28]
- Devátá louka – veselohra, nejúspěšnější z her, uvedena 3 divadly, zfilmována, posloužila jako libreto stejnojmenné opery Jana Evangelisty Zelinky (B. Kočí 1924)
- Princezna a krásný pošta: hra o jednom dějství (Jan Beránek 1925)
- Starý markýz (PAT 1926)[29]
- Je veliká láska na světě?: Veselohra o třech dějstvích (PAT 1929)
- Lhostejný člověk: komedie o třech dějstvích (PAT 1929)
- Deset let a Rajna: komedie o třech dějstvích s epilogem (PAT 1933)
- Zlato: veselohra o třech dějstvích (Evžen Rosendorf 1936)
- Miloš a Radana: hra o třech dějstvích (1937)
- Kouzelný darebák: hra o třech dějstvích (E. Rosendorf 1938)

### Překlady
V menší míře překládala ze španělštiny, ruštiny a ukrajinštiny. Například přebásnila verše Tarase Ševčenka a do ukrajinštiny převedla básně Jaroslava Vrchlického.
- Výbor básní – T. H. Ševčenko (Alois Wiesner 1900)[30]

### Časopisecké příspěvky
Básně, povídky a další drobné příspěvky i aktuality publikovala v mnoha periodikách: Květy, Lumír, Moderní revue, Národní listy, Stopa, Světozor, Týn, Zlatá Praha, Ženské listy, pro děti: Malý čtenář.

### Redakční práce
V letech 1902–1903 redigovala Dětské besedy Máje, dále dětský časopis Koule. V letech 1911–1920 pracovala jako redaktorka Kalendáře paní a dívek českých, ze sentimentálního ženského časopisu vytvořila poměrně kvalitní literární revui. Od roku 1929 byla členkou výboru České akademie věd.